# Jeff Coetzee
Jeff Coetzee (* 25. duben 1977 Okiep, Jihoafrická republika) je současný jihoafrický profesionální tenista.
Ve své dosavadní kariéře vyhrál 6 turnajů ATP ve čtyřhře.

## Finálové účasti na turnajích ATP (16)

### Čtyřhra - výhry (6)
| Legenda                                                       |
| ATP Masters Series / ATP World Tour Masters 1000 (0)          |
| ATP International Series Gold / ATP World Tour 500 Series (1) |
| ATP International Series / ATP World Tour 250 Series (5)      |

| Tituly dle povrchu |
| Tvrdý (3)          |
| Antuka (2)         |
| Tráva (1)          |
| Koberec (0)        |

| Č. | Datum             | Turnaj                       | Povrch | Partner       | Soupeři ve finále                  | Výsledek         |
| 1. | 21. červenec 2002 | Amersfoort, Nizozemsko       | antuka | Chris Haggard | André Sá Alexandre Simoni          | 7-61, 6-3        |
| 2. | 6. říjen 2002     | Tokio, Japonsko              | tvrdý  | Chris Haggard | Jan-Michael Gambill Graydon Oliver | 7-64, 6-4        |
| 3. | 5. leden 2003     | Adelaide, Austrálie          | tvrdý  | Chris Haggard | Max Mirnyj Jeff Morrison           | 2-6, 6-4, 7-67   |
| 4. | 14. leden 2007    | Auckland, Nový Zéland        | tvrdý  | Rogier Wassen | Simon Aspelin Chris Haggard        | 6-79, 6-3, 10-2  |
| 5. | 22. červen 2007   | 's-Hertogenbosch, Nizozemsko | tráva  | Rogier Wassen | Leander Paes Martin Damm           | 3-6, 7-65, 12-10 |
| 6. | 20. duben 2008    | Estoril, Portugalsko         | antuka | Wesley Moodie | Jamie Murray Kevin Ullyett         | 6-2, 4-6, 10-8   |

### Čtyřhra - prohry (10)
| Legenda                                                       |
| ATP Masters Series / ATP World Tour Masters 1000 (1)          |
| ATP International Series Gold / ATP World Tour 500 Series (1) |
| ATP International Series / ATP World Tour 250 Series (8)      |

| Tituly dle povrchu |
| Tvrdý (5)          |
| Antuka (2)         |
| Tráva (2)          |
| Koberec (1)        |

| Č.  | Datum             | Turnaj                  | Povrch  | Partner          | Soupeři ve finále                 | Výsledek       |
| 1.  | 28. červenec 2002 | Sopoty, Polsko          | antuka  | Nathan Healey    | František Čermák Leoš Friedl      | 7-5, 7-5       |
| 2.  | 14. září 2003     | Bukurešť, Rumunsko      | antuka  | Simon Aspelin    | Karsten Braasch Sargis Sargsian   | 7-67, 6-2      |
| 3.  | 22. únor 2004     | Memphis, USA            | tvrdý   | Chris Haggard    | Bob Bryan Mike Bryan              | 6-3, 6-4       |
| 4.  | 7. březen 2004    | Scottsdale, USA         | tvrdý   | Chris Haggard    | Rick Leach Brian MacPhie          | 6-3, 6-1       |
| 5.  | 30. říjen 2005    | Lyon, Francie           | koberec | Rogier Wassen    | Michaël Llodra Fabrice Santoro    | 6-3, 6-1       |
| 6.  | 16. červenec 2006 | Newport, USA            | tráva   | Justin Gimelstob | Robert Kendrick Jürgen Melzer     | 7-63, 6-0      |
| 7.  | 5. leden 2008     | Dauhá, Katar            | tvrdý   | Wesley Moodie    | Philipp Kohlschreiber David Škoch | 6-4, 4-6, 11-9 |
| 8.  | 17. únor 2008     | Marseille, Francie      | tvrdý   | Yves Allegro     | Martin Damm Pavel Vízner          | 7-67, 7-5      |
| 9.  | 17. červen 2008   | Nottingham, V. Británie | tráva   | Jamie Murray     | Bruno Soares Kevin Ullyett        | 6-2, 7-65      |
| 10. | 19. říjen 2008    | Paříž, Francie          | tvrdý   | Wesley Moodie    | Jonas Björkman Kevin Ullyett      | 6-2, 6-2       |

## Davisův pohár
Jeff Coetzee se zúčastnil 14 zápasů v Davisově poháru za tým Jihoafrické republiky s bilancí 0-2 ve dvouhře a 10-3 ve čtyřhře.